# X-COM: Apocalypse
X-COM: Apocalypse est un jeu vidéo de tactique au tour par tour. Développé par Mythos Games, le jeu est publié par Microprose le 30 juin 1997. Il est le troisième volet de la série des X-COM,.

## Trame
X-COM: Apocalypse se déroule un demi-siècle après le deuxième volet de la série, X-COM: Terror from the Deep, à la fin duquel un terrible cataclysme environnemental entraine la destruction d'une grande partie de l'écosystème terrestre. L'action du jeu se déroule dans une mégalopole appelé MegaPrimus construite sur les ruines de Toronto. En mars 2084, d'étranges portails dimensionnels font leur apparition au-dessus de celle-ci. Des rapports de police font état de formes de vie inconnues logeant dans les recoins de la ville. La menace est inconnue mais il faut se préparer au pire. Le Sénat de MegaPrimus fait alors appel à l'organisation qui a maintes fois repoussé les invasions aliens au cours du siècle : X-Com.

## Système de jeu
Le but du jeu est de défendre la cité MegaPrimus contre l'invasion alien, mener des recherches sur leurs technologie et leurs intentions puis de lancer l'assaut sur leur base mère pour neutraliser toute menace alien.
Tout comme les précédents opus, le jeu se divise en deux parties. La première concerne la gestion de l'organisation avec la "Cityscape" et une partie combat tactique.

### CityScape
La CityScape remplace l'ancien planisphère de UFO: Enemy Unknown et X-COM: Terror from the Deep. L'aire de combat s'étend à l'échelle d'une ville. La vue isométrique rappelle les jeux de gestion et construction de l'époque. C'est dans cette vue que le joueur gère sa base, ses soldats, ses équipements, ses véhicules et surveille les activités de la ville.
La CityScape se déroule en temps réel, le joueur peut toutefois choisir la vitesse de lecture. Lorsqu'un évènement important se produit (apparition d'un OVNI, présence alien détectée dans un bâtiment, combat de véhicules ennemis...), le jeu se met en pause afin que le joueur puisse réagir à l'évènement.

#### Actions dans la CityScape
Pour mener à bien ces objectifs, le joueur doit veiller aux différentes activités de son organisation.
- Gestion des véhicules de combat : Dans le jeu, on distingue principalement deux types de véhicules. Les volants et les terrestres qui circulent sur la route. Les véhicules sont achetés auprès d'entreprises privées. Les véhicules servent à défendre / attaquer les vaisseaux aliens ou/et à transporter des troupes vers le champ de bataille. Le joueur équipe ses véhicules avec différentes armes, des modules améliorant les capacités de l'engin et peut même remplacer le moteur d'origine par des moteurs plus puissants.
- Gestion des troupes : Ce sont les soldats qui mènent le gros du travail en effectuant diverses mission sur le terrain. Il peut s'agir d'intervenir sur des cas isolés, de récupérer des vaisseaux aliens, de défendre la base ou même lancer un raid et piller les entreprises privées. Il existe un très grand nombre d'équipement militaire mis à disposition sur le marché. Le joueur achète ses équipements et les assigne à ces soldats et peut alors les spécialiser (sniper, artificier, etc.). Chaque soldat prend de l'expérience bataille après bataille et gagne des grades.
- Recherche scientifique : Le seul moyen de vaincre les aliens est d'étudier leurs origines, leurs intentions et leurs technologies. La recherche scientifique est le noyau dur des jeux de la série X-Com. L'avancement dans la guerre est lié à celle des découvertes sur les aliens. La recherche se divise en deux branches : la biologie et la physique. Dans le département biologie, le joueur fait des découvertes sur les aliens et leurs origines. Dans le second, le joueur fait des découvertes sur la technologie alien et leurs vaisseaux.
- Production : X-Com est la seule organisation capable de reproduire la technologie alien. Au fur et à mesure des découvertes, le joueur aura la possibilité de fabriquer ses propres armes aliens. Cela peut s'avérer stratégique. En effet, il n'est parfois pas toujours possible de s'approvisionner avec le butin de guerre et surtout, les objets produits peuvent être revendu sur le marché et ainsi générer du revenu supplémentaire.

### Combat tactique
Le combat tactique se déroule soit au tour par tour, soit en temps réel. Ce qui est une nouveauté dans la série X-Com. Le joueur choisit cette option au début de chaque combat tactique.

## La cité MegaPrimus
Dans le jeu, la ville est une véritable entité vivante. Il y a des entreprises privées et des organisations qui ont une réelle incidence sur le déroulement du jeu. Les entreprises privées produisent du matériel militaire, des véhicules, des medikits, des équipements. D'autres organisations comme les lobby hybrides ou androïdes permettent au joueur de recruter parmi ce milieu. Les hôpitaux peuvent soigner les soldats (bien qu'il soit possible d'installer dans sa base un centre médical tout aussi efficace). Les prix des marchés évoluent dans le temps.
Les relations d'XCOM avec les différentes entreprises et organisations peuvent s'améliorer ou se dégrader, ce qui entraine pour l'agence des conséquences économiques (baisse des financements, refus des entreprises de fournir du matériel) et bien sur diplomatiques (tir à vue sur les véhicules XCOM en ville, voire raid sur la base).
La ville s'inspire d'un design rétro-futuriste que l'on remarque bien sur les véhicules.

## Accueil
| X-COM: Apocalypse     |      |       |
| Média                 | Pays | Notes |
| Computer Gaming World | US   | 4/5   |
| GameSpot              | US   | 86 %  |
| Gen4                  | FR   | 4/6   |
| Joystick              | FR   | 89 %  |
| PC Jeux               | FR   | 91 %  |